# Huéneja
Huéneja es un municipio español situado en la parte suroriental de la comarca de Guadix, en la provincia de Granada, comunidad autónoma de Andalucía, con una superficie de 116,69 km², una población de 1177 habitantes (INE, 2024). Limita al norte con los términos municipales de Dólar y Valle del Zalabí, al este con Fiñana, al sur con Bayárcal, Paterna del Río y Laujar de Andarax, en la provincia de Almería, y al oeste con los de Dólar, Ferreira y La Calahorra.
Huéneja está situada en el borde oriental de la meseta del Marquesado del Zenete.

## Historia
La villa de Huéneja se asienta en el Sened, en su zona más meridional, precisamente donde se separan las cuencas hidrográficas del Mediterráneo, por Almería, y el Atlántico por la senda del Fardes/Guadalquivir. Su emplazamiento estratégico le ha hecho tener un papel destacado desde tiempos prehistóricos, a esto ha contribuido la abundante presencia de agua y una importante riqueza minera. Hay indicios de asentamientos humanos desde la época del Argar, como lo demuestran los hallazgos de numerosos objetos y sepulturas en un paraje próximo a esta localidad, aunque su topónimo es de época árabe, alusiva a la rotura del terreno y consiguiente paso de aguas. En la época islámica se caracterizó como fortaleza, construyéndose un castillo llamado de Reniha o Guenichea. Es de destacar la estancia de Boabdil en las alquerías de Huéneja desde el 27 de septiembre al 3 de octubre de 1490.
Debido a su situación periférica en el Sened, no siempre fue incluida en el Zenete. Al producirse la Reconquista por los Reyes Católicos en 1491, el rey Fernando concedió esta villa al alcaide de Fiñana, don Álvaro de Bazán, el 20 de junio de 1492. Los Reyes concedieron otra merced a don Rodrigo Díaz de Vivar y Mendoza en atención a los servicios prestados durante la Guerra de Granada. Este hecho es un acontecimiento trascendental para la comarca, por cuanto se recupera con ello la unidad política y administrativa que ya tuviera esta zona en época musulmana.
Tras la rebelión de los moriscos, en la que tomaron parte activa los habitantes del Zenete, la represión y las consecuencias de esta llevan a estas tierras a un importante empobrecimiento, debido fundamentalmente a la pérdida de población y el consiguiente abandono de algunas de las actividades económicas tradicionales, que eran altamente rentables. El proceso demográfico ha experimentado un fuerte retroceso igual que en el resto del Marquesado, después de una fase progresiva de incremento, detectado a partir de mediados del siglo XVIII, se mantiene durante el siglo XIX. Sin embargo en la década de los sesenta del siglo XX se produce una migración masiva de los habitantes que merma cuantitativamente los efectos hasta la década de los noventa del siglo XX.
En la actualidad se están realizando importantes esfuerzos para crear una oferta diversificada de actividades económicas. Es muy interesante el paseo por los alrededores de Huéneja, la zona del Castañar y el recorrido por los molinos harineros.

## Geografía

### Accesos
Se accede por la autovía A-92 Granada Norte-Guadix-Almería Este (antigua N-334), en el km 321, tomando la desviación hacia la derecha (250 m). Esta enlaza con la A-337 La Calahorra-Cherín, con la Comarcal GR-331 la cual une al resto de los pueblos del Marquesado del Zenete. También se comunica con La Alpujarra por caminos forestales y el puerto de la Ragua, por trochas y caminos con Fiñana, sierras de Baza, Filabres y Andarax. La distancia a Granada es de 86 km, a Guadix 23 km y Almería 81 km.

### Pedanías
- La Huertezuela
- La Estación

### Clima
Los veranos son suaves con repuntes de olas de calor principalmente en el mes de julio. Los inviernos son fríos y con heladas. Suele haber tres o cuatro nevadas en invierno aunque por encima de los 1800–2000 m las precipitaciones son de nieve incluso en el mes de mayo. Los ríos son numerosos y pequeños, y su caudal depende altamente de las precipitaciones y de la cantidad de nieve habida en el invierno por lo que con el deshielo aumentan bastante este. También hay numerosos acuíferos, muchos de los cuales están en peligro por las épocas de sequía.

## Demografía
Huéneja cuenta con una población de 1177 habitantes (INE 2024).
| Gráfica de evolución demográfica de Huéneja entre 1842 y 2021                                                       |
| |
| Población de derecho según los censos de población del INE Población de hecho según los censos de población del INE |

## Administración y política
Los resultados en Huéneja de las elecciones municipales, celebradas en mayo de 2023, son:
| Elecciones Municipales - Huéneja (2023) | Elecciones Municipales - Huéneja (2023)  | Elecciones Municipales - Huéneja (2023) | Elecciones Municipales - Huéneja (2023) | Elecciones Municipales - Huéneja (2023) |
| Partido político                        | Partido político                         | Votos                                   | Votos                                   | Concejales                              |
| --------------------------------------- | ---------------------------------------- | --------------------------------------- | --------------------------------------- | --------------------------------------- |
|                                         | Por Hueneja y Huertezuela                | 488                                     | 76.48 %                                 | 8                                       |
|                                         | Partido Popular (PP) \|                  | 88                                      | 13.79 %                                 | 1                                       |
|                                         | Partido Socialista Obrero Español (PSOE) | 51                                      | 7.99 %                                  | 4                                       |

## Cultura

### Tradiciones
San Blas (3 de febrero). Plato típico: embutidos de la matanza (cerdo)
Actividad que se realiza: en el cerro de su nombre se realiza una quema de leña.
Descripción: procesión con el santo. 
Observaciones: la gente va a comer a la sierra, y por la leña.
San Marcos (25 de abril). Plato típico: los roscos de San Marcos.
Descripción: Procesión a la Era de San Marcos. Actividad: Se bendice a los animales en el campo.
San José Obrero (1 de mayo). Plato típico: habas, vino del país y frutos secos.
Actividad que se realiza: piñata y juegos populares.
Descripción: solemne procesión del santo. Verbena popular.

## Deportes
El deporte más practicado en Huéneja es el fútbol. El equipo local es el C.D. Huéneja que tras un largo tiempo sin jugar, ha vuelto. El club actualmente milita en la liga de peñas de Guadix (liga no federada). Juega en el campo El Tejar (junto a la piscina municipal).